# Костянтинівська ГЕС
Костянтинівська ГЕС – недобудована гідроелектростанція на річці Південний Буг, Миколаївська обл., Доманівський р-н, 
с. Богданівка. Проєкт передбачав будівництво Костянтинівської ГЕС-ГАЕС (430 МВт) у комплексі з Південноукраїнською АЕС та Олександрівською ГЕС (11,5 МВт) з каскадом водосховищ: Ташлицьким – у балці Ташлик (об’єм 86 млн куб. метрів), Костянтинівським (442 млн куб. метрів) і Олександрівським (114 млн куб. метрів) – у річищі Південного Бугу.

## Історія
16 серпня 1989 року – постановою Ради Міністрів СРСР будівництво енергоблока №4 ЮУАЕС призупинено, будівництво Костянтинівської ГЕС-ГАЕС з Костянтинівським водосховищем припинено, а потужність ТГАЕС обмежено 900 МВт.
У розпорядженні Кабміну №1035-р від 23 вересня 2015 року дозволено приватизацію єдиних майнових комплексів Костянтинівської та Мигіївської гідроелектростанцій, розташованих в Миколаївській області.
2016 року ГЕС було продано за 64 млн грн. ТОВ «Альтген». Це товариство входить до складу групи компаній, яка з 2012 року займається виробництвом електроенергії, має чотири ГЕС в Хмельницькій області і наразі будує ще три ГЕС в Хмельницькій і Тернопільській областях.